# Università dell'Algarve
L'Università dell'Algarve (in portoghese Universidade do Algarve, da cui l'acronimo UAlg) è un'università pubblica portoghese con autonomia amministrativa e finanziaria. I suoi due campus e l'amministrazione centrale si trovano a Faro, il capoluogo della regione dell'Algarve. Conta circa 9.000 studenti.

## Storia e organizzazione
Fondata alla fine del 1970, durante gli anni ottanta, il Politecnico di breve durata che ebbe sede a Faro, venne incorporato nel sistema universitario territoriale, come istituzione totalmente indipendente in termini di personale, di curriculum e competenze, rimanendo un istituto pubblico all'interno di un'ampia e indipendente offerta. L'università è dunque un insieme di due sottosistemi distinti d'istruzione superiore: università e politecnico. Il sistema universitario è costituita da facoltà, mentre il sistema politecnico da scuole tecniche e scientifiche.

L'Università dell'Algarve è specializzata nei campi della biologia marina, della biochimica, delle scienze e della tecnologia in generale.

## Sport e cultura
Nell'Università è attiva un'associazione studentesca (Associação Académica da Universidade do Algarve) che si occupa di organizzare eventi culturali: teatrali, musicali, di giornalismo per studenti, e anche manifestazioni sportive e di allenamento nelle discipline del rugby, del calcio, del ju jitsu, del ciclismo, ecc...

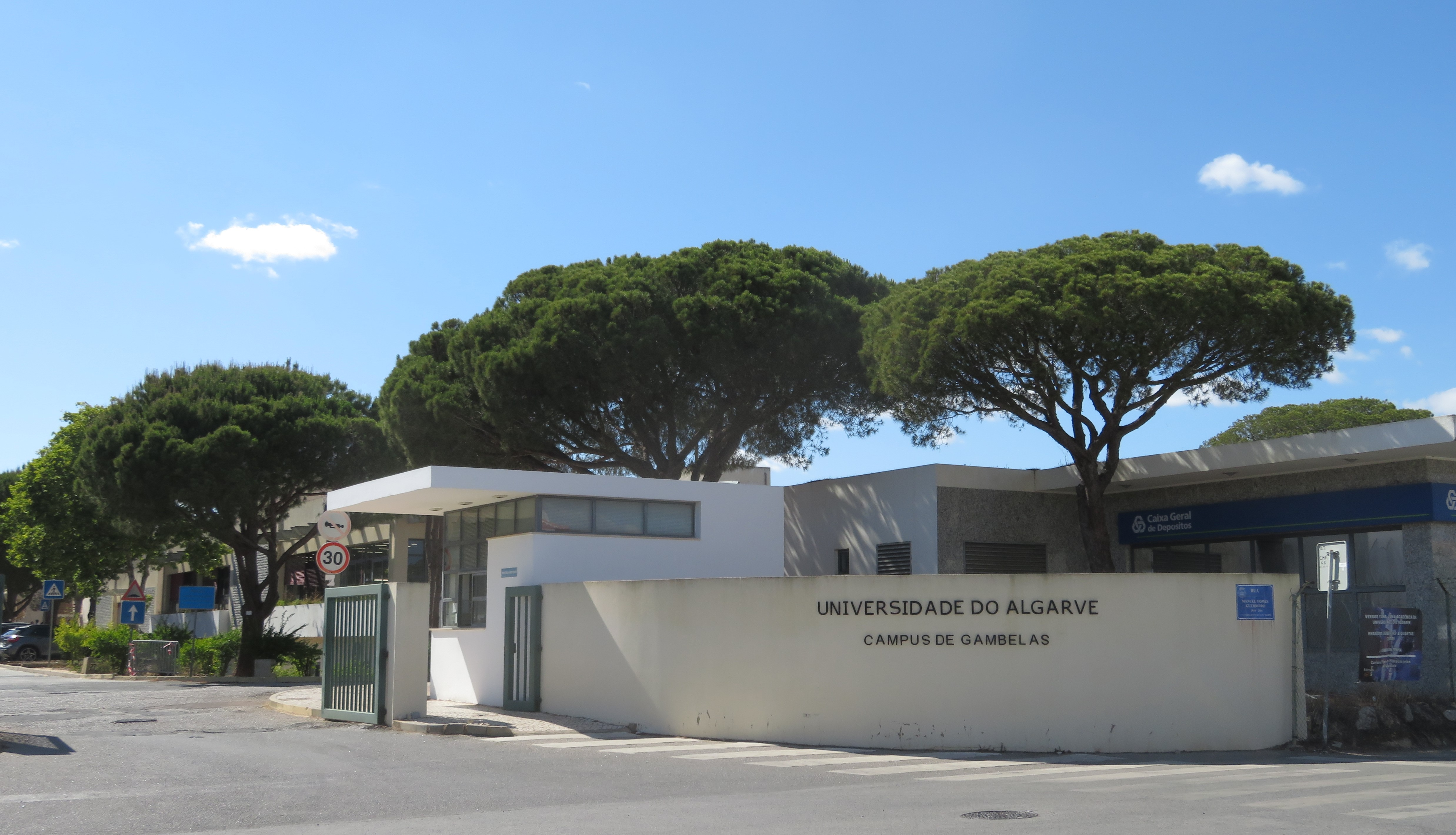
Campus a Faro
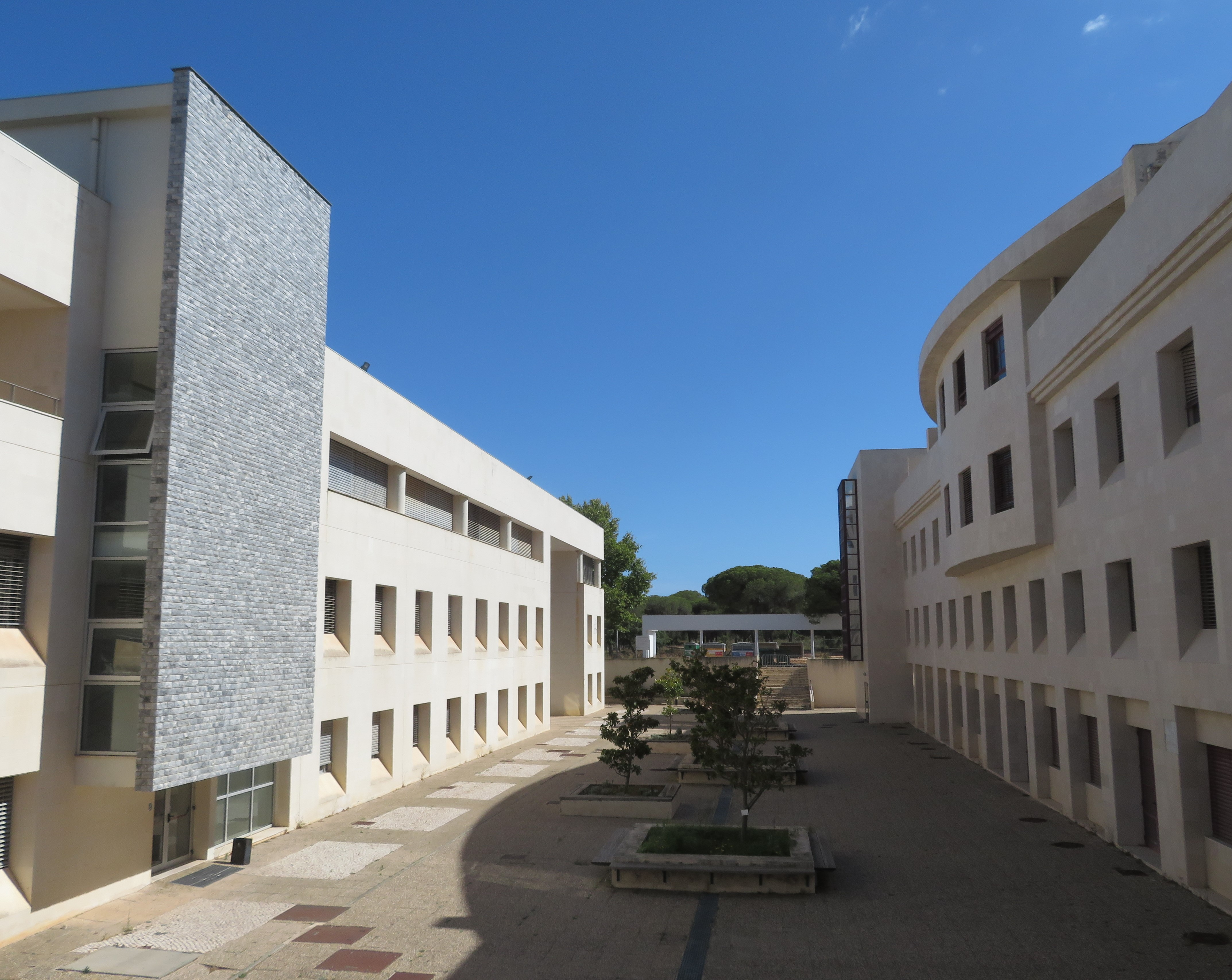
Campus a Faro
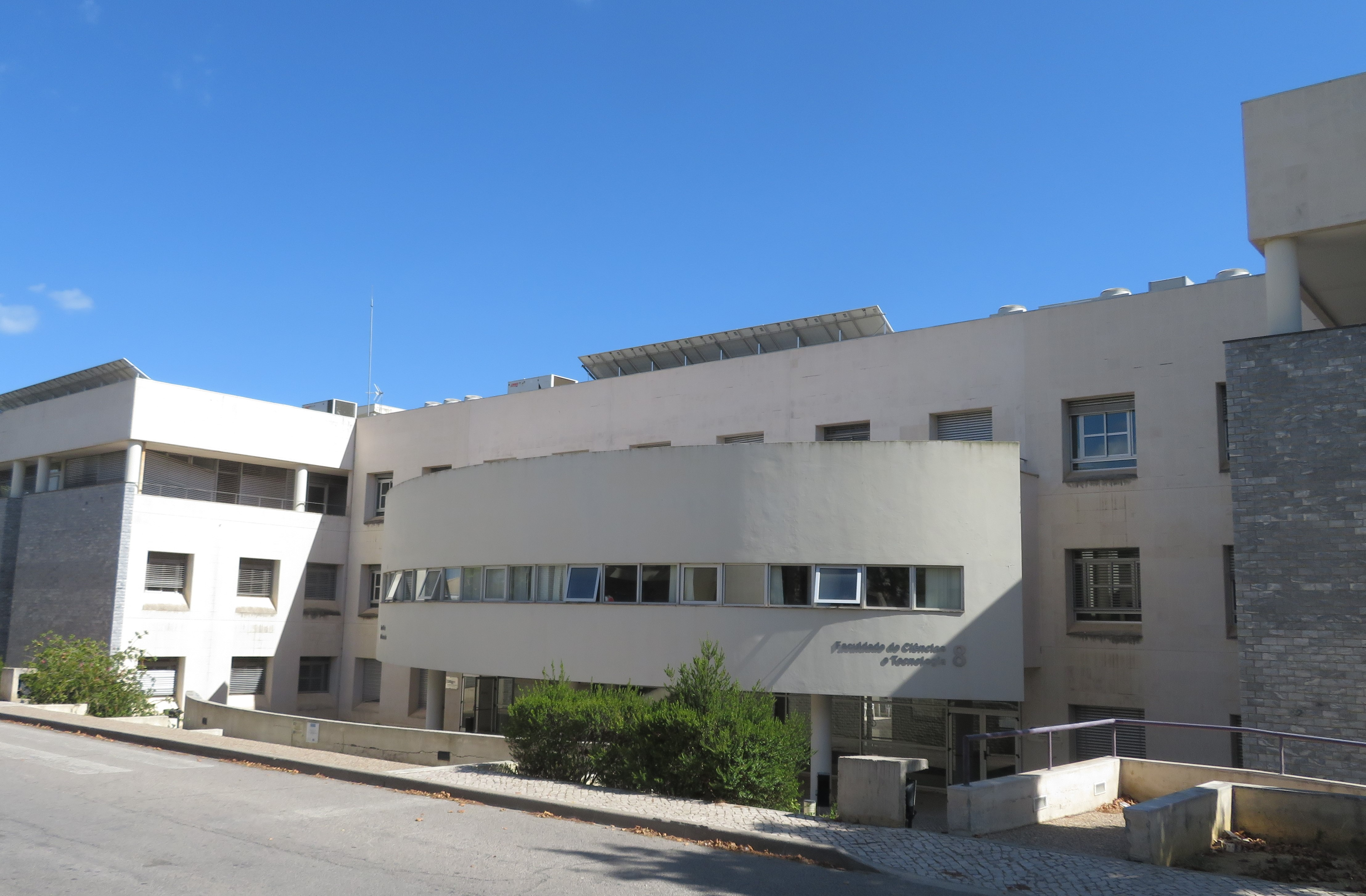
Campus a Faro
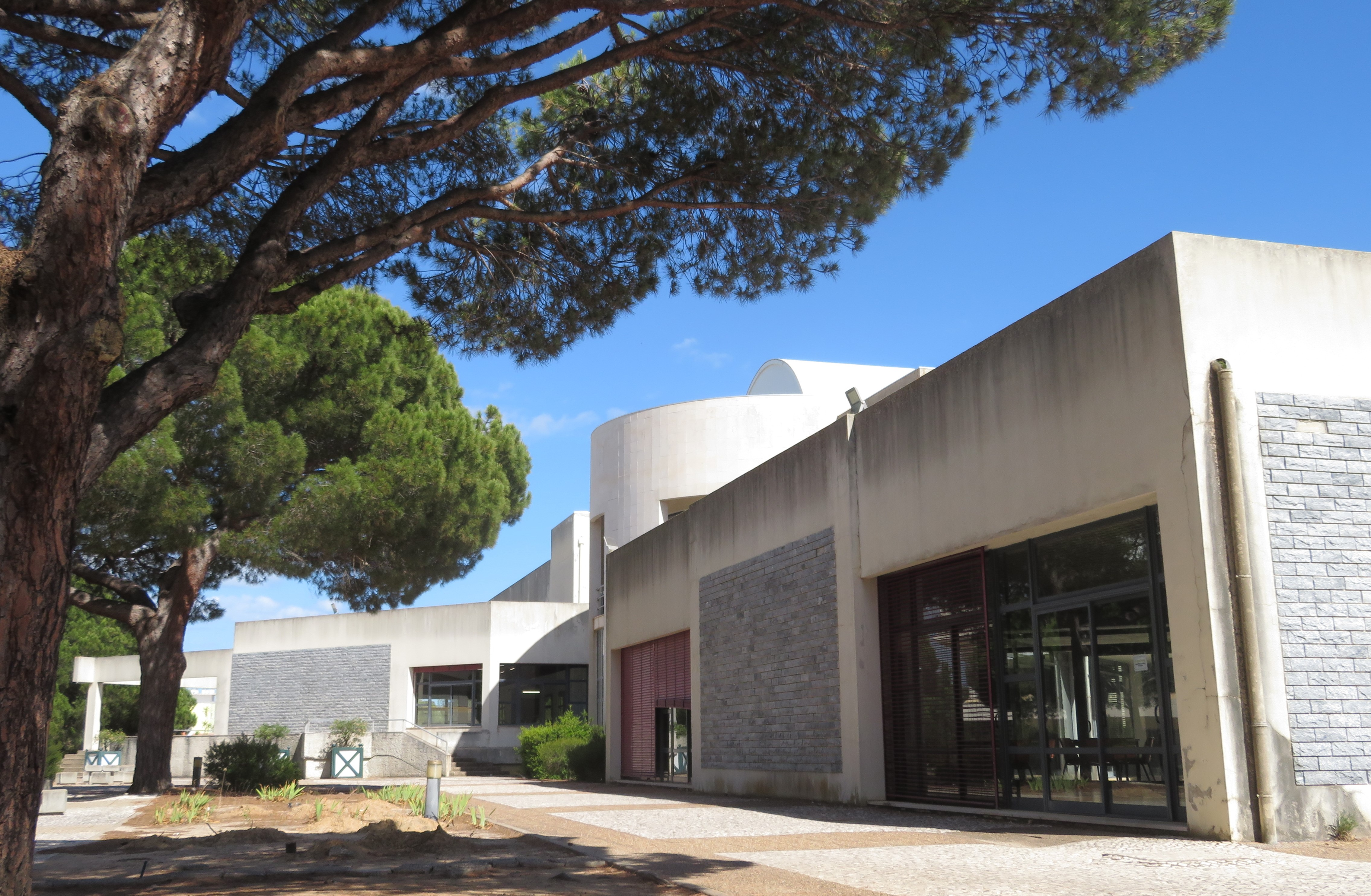
Campus a Faro